# Darel Carrier
James Darel Carrier (Warren County, 26 ottobre 1940) è un ex cestista statunitense, professionista nella ABA.

## Carriera
Venne selezionato dai St. Louis Hawks al nono giro del Draft NBA 1964 (74ª scelta assoluta).
Con gli Stati Uniti disputò i Campionati mondiali del 1967 e i Giochi panamericani di Winnipeg 1967.

## Statistiche
| * | Primo nella lega |
| * | Record           |

### ABA

#### Regular season
| Anno         | Squadra           | PG  | PT | MP   | TC%  | 3P%   | TL%   | RP  | AP  | PRP | SP | PP   |
| ------------ | ----------------- | --- | -- | ---- | ---- | ----- | ----- | --- | --- | --- | -- | ---- |
| 1967-68      | Kentucky Colonels | 77  |    | 41,5 | 41,6 | 35,7  | 82,5  | 4,6 | 2,2 |     |    | 22,9 |
| 1968-69      | Kentucky Colonels | 73  |    | 39,2 | 40,6 | 37,9* | 82,0  | 3,9 | 2,9 |     |    | 23,2 |
| 1969-70      | Kentucky Colonels | 77  |    | 36,4 | 41,7 | 37,5* | 89,2* | 3,2 | 2,8 |     |    | 23,1 |
| 1970-71      | Kentucky Colonels | 84  |    | 31,7 | 43,4 | 39,1  | 86,7  | 2,8 | 2,9 |     |    | 16,4 |
| 1971-72      | Kentucky Colonels | 23  |    | 27,3 | 40,6 | 43,2  | 86,4  | 2,5 | 1,9 |     |    | 14,2 |
| 1972-73      | Memphis Tams      | 16  |    | 11,9 | 38,3 | 41,7  | 92,3  | 0,9 | 0,6 |     |    | 4,7  |
| Carriera ABA | Carriera ABA      | 350 |    | 35,3 | 41,7 | 37,7* | 85,1  | 3,4 | 2,6 |     |    | 20,0 |

#### Massimi in carriera
Regular Season
- Massimo di punti: 53 vs Miami Floridians (18 novembre 1968)
- Massimo di rimbalzi: 13 vs New Jersey Americans (18 dicembre 1967)
- Massimo di assist: 11 vs Indiana Pacers (8 gennaio 1969)

#### Play-off
| Anno         | Squadra           | PG  | PT | MP   | TC%  | 3P%   | TL%  | RP  | AP  | PRP | SP | PP   |
| ------------ | ----------------- | --- | -- | ---- | ---- | ----- | ---- | --- | --- | --- | -- | ---- |
| 1968         | Kentucky Colonels | 5   |    | 42,2 | 38,0 | 38,1  | 86,1 | 5,0 | 2,6 |     |    | 23,0 |
| 1969         | Kentucky Colonels | 7   |    | 43,3 | 43,6 | 50,0* | 81,3 | 3,0 | 2,7 |     |    | 24,0 |
| 1970         | Kentucky Colonels | 12  |    | 40,6 | 38,2 | 36,8  | 88,6 | 3,8 | 2,4 |     |    | 21,5 |
| 1971         | Kentucky Colonels | 19* |    | 35,5 | 46,4 | 36,2  | 89,8 | 3,1 | 3,6 |     |    | 19,4 |
| 1972         | Kentucky Colonels | 2   |    | 8,5  | 37,5 | 0,0   | 0,0  | 0,5 | 0,5 |     |    | 3,0  |
| Carriera ABA | Carriera ABA      | 45  |    | 37,6 | 42,2 | 39,0  | 87,0 | 3,4 | 2,9 |     |    | 20,4 |

#### Massimi in carriera
Play-off
- Massimo di punti: 40 vs Indiana Pacers (8 aprile 1969)
- Massimo di rimbalzi: 8 vs Minnesota Muskies (24 marzo 1968)
- Massimo di assist: 6 (3 volte)

## Palmarès
- ABA All-Star Game: 3

1968, 1969, 1970
- Ventinovesimo miglior marcatore di sempre ABA
- Quinto giocatore con il maggior numero di triple messe a segno nella storia dell'ABA (398)
- Miglior giocatore di sempre in ABA per percentuale al tiro da tre punti (.377)
- Terzo migliore giocatore di sempre in ABA per percentuale al tiro da tre punti nei Playoff (.390)
- Sessantesimo per numero di assist di sempre ABA
- Più alta percentuale nel tiro da 3 punti nella stagione ABA: (1968-1969), (1969-1970) (record)
- Più alta percentuale nei liberi in stagione ABA: (1969-1970)
- Più alta percentuale nel tiro da 3 punti in stagione nei Playoff ABA: (1969)
- Sesta più alta percentuale di tiri liberi realizzati della storia nell'ABA: (0.851)
- ABA All-Time Team